# رنه کلوئرک
رنه کلوئرک (انگلیسی: René Cloërec; ۳۱ مهٔ ۱۹۱۱ – ۱۳ دسامبر ۱۹۹۵) آهنگساز و رهبر ارکستر اهل کشور فرانسه بود. وی آهنگساز فیلم قفس بلبل‌ها بوده‌است.